# Diachrysia bieti
Diachrysia bieti är en fjärilsart som beskrevs av Charles Oberthür 1884. Diachrysia bieti ingår i släktet Diachrysia och familjen nattflyn. Inga underarter finns listade i Catalogue of Life.